# Мелонският завет
„Мелонският завет“ е поредица от преиздадени книги-игри на Елена Павлова, известна още с псевдонимите си Върджил Дриймънд и Кристофър Макдоуел, на Божидар Грозданов (Тед Грей) и други. Първоначално те са издадени в периода на 90-те години на XX век в отделни книги от издателства „Плеяда“ и „МЕГА“. В новите издания те се публикуват в комплект от по две и повече книги в едно книжно тяло. Книгите са с ново графично оформление и подобрения, включително отстранени грешки от предходните издания. Част от инициативата е повторното популяризиране на жанра, особено сред детската аудитория.

## Поредица
Публикувани
- 1. „Водопадът на дъгата / В двата края на Дъгата“, 30 април 2025 г., 282 страници, ISBN 9786199324509
- 2. „Ледено безмълвие / Окото на бога“, 24 май 2025 г., 276 страници, ISBN 9786199324523

Предстоящи
- 0. „Мистерията Пегас 800С / Компютърни войни 1 & 2“, 2025 г.
- 3. „Рубинено сърце / Тигрово око“, 2025 г.
- 4. „Принцът герой / Дъгата срещу Ада“, 2025 г.
- 5. „Лейн и Брайт: Орбитални имоти / Служба: Звездни куриери“, 2026 г.
- 6. „Сага за Ринглас“ в 3 тома, 2026 г.